# Bianchi Tipo C
Der Bianchi Tipo C ist ein Pkw-Modell. Hersteller war Bianchi aus Italien. Als Vorgänger kann der Bianchi 16/22 HP angesehen werden.

## Beschreibung
Das Modell war das erste dieses Herstellers mit der Bezeichnung Tipo. Tipo A, Tipo B, Tipo G, Tipo M und Tipo S mit kleineren Hubräumen sowie Tipo D und Tipo E mit größeren Hubräumen folgten. Die erste öffentliche Präsentation war auf dem Turiner Autosalon 1906.
Der Vierzylindermotor hatte jeweils zwei zusammen gegossene Zylinder. 100 mm Bohrung und 140 mm Hub ergaben 4398 cm³ Hubraum. Die erste Ausführung wurde auch 20/30 HP, 20-30 HP und 20|30 HP genannt, was ein Hinweis auf die Motorleistung von etwa 20 bis 30 PS war. Für 1913 ist im französischen Katalog die Angabe 25/35 HP bekannt.
Das Getriebe war zunächst an der Hinterachse eingebaut. Als Karosseriebauform ist anfangs nur ein Landaulet bekannt.
1914 gab es eine große Modellpflege. Das Fahrzeug hieß nun intern C 5 mit dem Zusatz 25/40 HP. Neu war ein Monoblockmotor mit SV-Ventilsteuerung sowie der Kardanantrieb. Zu dieser Zeit hatte das Fahrgestell 330 cm Radstand und 145 cm Spurweite. Es wog etwa 1000 kg in der normalen Ausführung und etwa 1050 kg in der Colonial-Ausführung America mit größeren Reifen und anderen Anpassungen für schlechtere Straßen. Als Höchstgeschwindigkeit sind 80 bis 90 km/h angegeben. Nun standen neben dem Landaulet und Limousine und Tourenwagen sowie Pick-up und Kastenwagen als leichte Nutzfahrzeuge im Angebot.
Während des Ersten Weltkriegs entstanden Lastkraftwagen mit 20 bis 25 Zentnern Nutzlast sowie Kleinbusse auf dieser Basis.
Ein erhalten gebliebenes Fahrzeug von 1909 ist im Museo Nicolis in Villafranca di Verona ausgestellt. Nach Museumsangaben ist es 420 cm lang, 163 cm breit und 238 cm hoch.
In Großbritannien wurden 1913 Fahrzeuge mit diesen Zylinderabmessungen als 25/30 HP und von 1914 bis 1916 als 25/40 HP angeboten, jeweils mit 24,8 RAC Horsepower eingestuft.